# 男女 (曲)
「男女」（だんじょ）は、日本の歌手、太郎の楽曲及びシングル。2006年12月13日に東芝EMIから発売された。

## 概要
太郎のデビューシングルであり、現時点で唯一のシングル。2006年10月11日にドワンゴにて着うた配信されたのち、同年12月13日にCD化されて発売された。そのシンプルで強烈なサビを持つ楽曲が主にインターネット上で話題となり、動画共有サイトには「男女」を使用した動画が多数投稿されるなど、人気を博した。CDのジャケットのイラストは白の背景に赤字で一番の歌詞をそのまま書いた、簡素なものになっている。

## 楽曲の反響

### 着うたでのブレイク
「男女」を収録したデモテープをMTV、テレビ埼玉、ドワンゴなど、十数社ほどのオーディションに送ったところ、審査会場に大爆笑を巻き起こして多数の入選を果たし、ブレイクのきっかけを作った。中でもEMIミュージック・ジャパンのオーディションは賞こそ逃したものの、後のCDデビューのきっかけになった。このオーディションは、会場にデモテープを持ち込み、約200人の参加者からランダムで約20曲が選出されるというものであった。そこで運良く「男女」が選ばれ、ステージに上がって楽曲がかかると会場は歓声とどよめきに包まれ、太郎は「あの凄さは今後の人生の中でももう体験出来ないかもしれませんね」と語っている。
その後、楽曲のインパクトがインターネット上を中心に話題を集め、2006年10月11日からドワンゴが「『太郎』特集ページ」を開設し、着うた配信がスタート。すると、「dwango.jp 有料・無料総合チャート」で初登場5位を獲得し、約1ヶ月の間に4万ダウンロードを記録するヒットとなった。また、同年11月1日からは「太郎の男女ゲーム」の配信がスタートした。

### 「男女」現象、CDデビュー
その後、「男女」にインスパイアされたクリエイター達によって多数のMVが独自に制作される異例の展開となり、そのMVが動画共有サイトに多数アップロードされた。そのうち「サンマ編」「外国人大喧嘩編」「運転手とバスガイド編」「オヤジ学生とタンクトップ教師編」「体操編」「運動会編」「修学旅行編」「スペースディスコ編」「ヒヨコ編」「トイレ編」が着ムービーとして配信され、さらにYahoo!動画にて期間限定でストリーミング配信された。また、SNSでは「男女」を聞いた第三者がコミュニティーを立ち上げるなど、あちこちで「『男女』現象」が起こった。
その現象が「動画共有サイトでの盛り上がりを見て楽曲の持つ可能性に確信を持った」というEMIミュージック・ジャパンの目に留まり、急遽太郎と契約を結んで、2006年12月13日にシングル化されて発売された。太郎は前述のオーディションで「男女」が選出された際に、「あとは大丈夫だろう」と思っていたらしく、CDデビューが決定したときも「あまり『やった!』という感じはなくて、順当かな、と思いました」と語っている。

### その他
2009年、マン島在住のベッキー・クルーエルがYouTube上で男女に合わせたダンスを踊った動画を投稿したところ大反響を呼び、「太郎Withベッキー・クルーエル」名義で日本でのCDデビューを果たしている。
音源の無断使用は著作権侵害に抵触するが「多くの人に聞いてもらいたい」という太郎本人の意向から2011年7月4日より異例の措置としてニコニコ動画での原盤使用が許諾されている。
2023年には、マクドナルドがこの曲をマックフライポテトとチキンマックナゲットに置き換えたパロディ動画をTwitter上に公開した。この動画でも太郎本人が歌唱している。2024年にも公開している。

## 収録曲
| 全作詞・作曲・編曲: 太郎。 |                                         |      |            |      |
| #                          | タイトル                                | 作詞 | 作曲・編曲 | 時間 |
| 1.                         | 「男女」                                | 太郎 | 太郎       | 2:10 |
| 2.                         | 「Rhythmic Party」                      | 太郎 | 太郎       | 2:02 |
| 3.                         | 「オマケ・トラック デモテープ発掘現場」 | 太郎 | 太郎       | 5:02 |
| 合計時間:                  | 合計時間:                               | 9:14 |            |      |

### 楽曲解説
男女
一番は修学旅行、二番は合コンでの男女の並び方を、掛け合い調で指示する歌詞に、テクノ調のサウンドが合わさった曲。
元々太郎が「インパクトのある曲を作りたい」という構想を持っていたところ、就寝前に、静まり返った部屋の中で出てきたリズムが「男女、男女」と聞こえたものが、男女の原型となっている。最初にサビの部分が出来て、それに合うようなAメロの部分を作ったところ、芋づる式にスルスルと出てきたという。また、「男女、男女」の歌詞が合うシチュエーションを考えたときに、まず「クラスの席替え」という案が出たが、結局修学旅行のシチュエーションが一番辻褄が合い、また歌詞に「うるさい!」という言葉を使いたかったために、このような歌詞になった。デモテープの制作にはGarageBandを使用しており、さらにボーカルはiBookの内蔵マイクで録音されたが、GarageBandを使用してデビューを果たすというのは極めて稀である。
曲中には様々なキャラクターが登場し、それぞれ微妙に声色を使い分けているが、レコーディングの際、小刻みに収録したため、特に苦労はしなかったと語っている。しかし、太郎曰く「この曲は本当に喉を潰す」ため、レコーディングは早めに切り上げたという。
現在、原曲の音源が入手できるCD作品は本作と『CDで聞いてみて。 〜ニコニコ動画せれくちょん〜』がある。また、トランス調にアレンジされたバージョンが、オムニバスアルバム『ウマウマできるトランスを作ってみた』に収録されている。
Rhythmic Party
オマケ・トラック デモテープ発掘現場
ボーナストラック。前述したEMIミュージック・ジャパンでのオーディションの模様を収録している。